# Celso Esquivel
Celso Esquivel González (né le 20 mars 1981 à General Artigas au Paraguay) est un joueur de football international paraguayen, qui évoluait au poste de défenseur.

## Biographie

### Carrière en sélection
Avec l'équipe du Paraguay, il joue un match (pour aucun but inscrit) en 2004. 
Il figure dans le groupe des sélectionnés lors de la Copa América de 2004, où son équipe atteint les quarts de finale.
Il participe également aux Jeux olympiques de 2004, où il remporte la médaille d'argent. Titulaire indiscutable, il joue six matchs lors du tournoi olympique organisé en Grèce.
Il dispute enfin la Coupe du monde des moins de 20 ans 2001 organisée en Argentine.

## Palmarès
Paraguay olympique
- Jeux olympiques :
  -  Argent : 2004.